# Шевалери, Курт фон дер
Курт фон дер Шевалери (нем. Kurt von der Chevallerie; 23 декабря 1891 — 18 апреля 1945) — немецкий офицер, участник Первой и Второй мировых войн, генерал пехоты, кавалер Рыцарского креста с Дубовыми листьями.

## Начало военной карьеры
Выходец из гугенотского дворянского рода. В феврале 1910 года поступил на военную службу, фанен-юнкером (кандидат в офицеры), в гвардейский гренадерский полк. С августа 1911 — лейтенант.

## Первая мировая война
Командовал ротой. В июле 1915 — ранен. С августа 1915 года — старший лейтенант. С июля 1916 года — на штабных должностях. С сентября 1918 года — капитан. За время войны награждён Железными крестами обеих степеней и ещё двумя орденами.

## Между мировыми войнами
Продолжил службу в рейхсвере. К началу Второй мировой войны — начальник отдела генштаба сухопутных сил, генерал-майор.

## Вторая мировая война
С декабря 1939 года — командир 83-й пехотной дивизии.
В мае-июне 1940 года — участвовал во Французской кампании. Награждён планками к Железным крестам обеих степеней (повторное награждение).
С декабря 1940 года — командир 99-й лёгкой пехотной дивизии. С января 1941 года — генерал-лейтенант.
С 22 июня 1941 года — участвовал в германо-советской войне. Бои на Украине. В октябре 1941 года — награждён Рыцарским крестом.
С 28 декабря 1941 года — командир 59-го армейского корпуса, с февраля 1942 года — в звании генерал пехоты. Бои в районе Великих Лук, Велижа.
В январе 1943 год — тяжело ранен. Осенью 1943 года — бои на Украине (в районе Киева). В декабре 1943 года — награждён Дубовыми листьями к Рыцарскому кресту.
В феврале-апреле 1944 года — в командном резерве. С 21 апреля 1944 года — командующий 1-й танковой армией (бои на западной Украине).
С июня 1944 года — командующий 1-й армией (во Франции). 6 сентября 1944 года — отправлен в резерв фюрера.
31 января 1945 года — уволен с военной службы. 18 апреля 1945 года — погиб в результате бомбардировки.

## Награды
- Железный крест 2-го класса (1 октября 1914) (Королевство Пруссия)
- Железный крест 2-го класса (12 декабря 1915) (Королевство Пруссия)
- Нагрудный знак «За ранение» (1918) чёрный
- Княжеский орден Дома Гогенцоллернов почётный крест с мечами (22 июля 1918)
- Крест «За военные заслуги» 3-го класса с лаврами (военными украшениями) (1917) (Австро-Венгрия)
- Почётный крест Первой мировой войны 1914/1918 с мечами
- Медаль «За выслугу лет в вермахте» с 4-го по 1-й класс
- Медаль «В память 1 октября 1938 года»
- Пряжка к Железному кресту 2-го класса (12 июня 1940)
- Пряжка к Железному кресту 1-го класса (12 июня 1940)
- Нагрудный знак «За ранение» (1939) чёрный (16 января 1943)
- Медаль «За зимнюю кампанию на Востоке 1941/42»
- Орден Короны Италии крест великого командора (27 августа 1940) (Королевство Италия)
- Рыцарский крест Железного креста с дубовыми листьями
  - рыцарский крест (23 октября 1941)
  - дубовые листья (№ 357) (19 декабря 1943)